# Korunová skupina
Korunová skupina je fylogenetický výraz pro monofyletickou skupinu, která zahrnuje výlučného společného předka a z něj odvozené sesterské skupiny, tedy zpravidla dvě terminální linie. Někteří vědci požadují, aby v korunové skupině mohly být pouze žijící organismy, ostatní tento požadavek neuznávají.